# Christian Vargas
Christian Vargas (Cochabamba, 9 agosto 1983) è un calciatore boliviano, difensore del San José e della Nazionale boliviana.